# 季莫希哈农村居民点
季莫希哈农村居民点（俄语：Тимошихское сельское поселение）是俄罗斯联邦伊万诺沃州伊万诺沃区所属的一个农村居民点。其下辖有18个居民点，行政中心为季莫希哈。据2016年统计，该农村居民点的人口为1120人。